# Parallelia acuta
Parallelia acuta là một loài bướm đêm trong họ Erebidae.